# Sin daños a terceros
Sin daños a terceros es el nombre del séptimo álbum de estudio grabado por el cantautor guatemalteco Ricardo Arjona, Fue lanzado al mercado bajo los sellos discográficos Sony Discos y Sony Music México el 2 de junio de 1998. Para la promoción de este nuevo álbum, Arjona tomó la decisión de cambiar de estilo al cortarse el cabello, hecho evidente en el vídeoclip de la canción "Dime que no", primer sencillo del álbum. Sin daños a terceros se convirtió en otro álbum satisfactorio para el artista guatemalteco tras el éxito obtenido con sus anteriores producciones discográficas desde 1993. Otras canciones destacadas del álbum fueron "Olvidarte", "Desnuda" y "Tarde (Sin daños a terceros)".

## Recepción
La reseña de la página Allmusic por parte de Terry Jenkins le otorgó al álbum cuatro estrellas de cinco posibles, indicando que "el disco continúa con la racha de logros de Ricardo Arjona, álbumes que destacan sus habilidades melódicas y su desarrollada conciencia social".

## Gira
Gira Sin Daños a Terceros

## Lista de canciones
Todas las canciones escritas y compuestas por Ricardo Arjona. 
| N.º | Título                            | Escritor(es)   | Duración |  |
| 1.  | «Te guste o no»                   | Ricardo Arjona | 3:36     |  |
| 2.  | «Mentiroso»                       | Ricardo Arjona | 3:57     |  |
| 3.  | «Olvidarte»                       | Ricardo Arjona | 5:31     |  |
| 4.  | «Desnuda»                         | Ricardo Arjona | 4:15     |  |
| 5.  | «Loco»                            | Ricardo Arjona | 4:08     |  |
| 6.  | «Dime que no»                     | Ricardo Arjona | 4:26     |  |
| 7.  | «Buenas noches Don David»         | Ricardo Arjona | 4:58     |  |
| 8.  | «No estoy solo»                   | Ricardo Arjona | 3:55     |  |
| 9.  | «Vientre de cuna»                 | Ricardo Arjona | 3:29     |  |
| 10. | «Hoy es un buen día para empezar» | Ricardo Arjona | 5:18     |  |
| 11. | «Millonario de luz»               | Ricardo Arjona | 5:04     |  |
| 12. | «Con una estrella»                | Ricardo Arjona | 4:15     |  |
| 13. | «A siete metros»                  | Ricardo Arjona | 5:04     |  |
| 14. | «Tarde» (Sin daños a terceros)    | Ricardo Arjona | 4:17     |  |

## Ventas y certificaciones
| Región | Certificación      | Ventas   |
| --- | ------------------ | -------- |
| Argentina (CAPIF) | 3× Platino         | 180 000* |
| Estados Unidos (RIAA) | 2× Platino (Latin) | 200 000^ |
| Uruguay (CUD) | Platino            | 6 000^   |
| ^cifras de envíos sobre la base de la certificación por sí sola *cifras de ventas sobre la base de la certificación por sí sola |                    |          |